# Языки Коста-Рики
Официальным и преобладающим языком Коста-Рики является испанский (его местная разновидность, коста-риканский испанский, — форма центральноамериканского испанского языка). Тем не менее Коста-Рика также является территорией для как минимум пяти языков коренных народов (бокота, брибри, гуайми, кабекар, малеку), а также для коста-риканского жестового языка. На контактном языке на английской основе под названием мекателью говорят в провинции Лимон. Меннонитские иммигранты в стране говорят на немецко-платском диалекте.

## Языки коренных народов
В настоящее время в Коста-Рике существует 5 языков коренных народов, которые до сих пор используются их населением. Все они принадлежат к языковой семье чибча. Эти языки: бокота, брибри, гуайми, кабекар, малеку.
Язык чоротега, принадлежащий ото-мангской семье языков, исчез, но на нём когда-то говорили в Коста-Рике.